# Brebi
Brebi – wieś w Rumunii, w okręgu Sălaj, w gminie Creaca. W 2011 roku liczyła 550 mieszkańców.